# فشالنج
فشالنج، روستایی از توابع بخش مرکزی شهرستان تاکستان در استان قزوین ایران است.

## جغرافیا
روستای فشالنج در پنجاه و شش کیلومتری غرب شهر قزوین و در نزدیکی جاده قزوین-رشت قرار گرفته است.

## جمعیت
این روستا در دهستان قاقازان غربی قرار دارد و براساس سرشماری مرکز آمار ایران در سال ۱۳۸۵، جمعیت آن ۱۲۶ نفر (۳۵خانوار) بوده‌است. بر اساس آمارهای دهیاری این روستا در سال ۱۳۹۹ جمعیت آن بیش از ۳۰۰ نفر رسیده است.مردم روستا به زبان ترکی آذربایجانی صحبت میکنند و از سه  
طایفه بزرگ رضی پور ، ذوالفقاری پور و خلخالی هستندو فامیلهای دیگر از زیر مجموعه این طوایف هستند . همچون حق مرادی و سلیمانیها و زارع و خرم پسند و خیامی نیا و.... .